# Elencos do torneio de futebol dos Jogos Olímpicos de Verão de 1900
Abaixo estão os elencos dos times que participaram do torneio de futebol dos Jogos Olímpicos de Verão de 1900.

## Upton Park F.C.
- John H. Jones (goleiro)
- Claude Buckenham
- William Gosling
- Alfred Chalk
- T. E. Burridge
- William Quash
- Arthur Turner
- F. G. Spackman
- J. Nicholas
- James Zealley
- A. Haslam (capitão)

## USFSA XI
- Pierre Allemane (Club Français)
- Louis Bach (Club Français)
- Alfred Bloch (Club Français)
- Fernand Canelle (Club Français)
- R.Duparc (Racing Club de France)
- Eugène Fraysse (capitão no primeiro jogo) (Racing Club de France)
- Virgile Gaillard (Club Français)
- Georges Garnier (capitão no segundo jogo) (Club Français)
- R. Grandjean (Club Français)
- Lucien Huteau, goleiro (Club Français)
- Marcel Lambert (Club Français)
- Maurice Macaine (Club Français)
- Gaston Peltier (Racing Club de France)

## Université de Bruxelles
- Albert Delbecque (Skill F.C. de Bruxelles)
- Hendrik van Heuckelum (Léopold Club de Bruxelles)
- Raul Kelecom (FC Liégeois)
- Marcel Leboutte (Spa FC), goleiro
- Lucien Londot (FC Liégeois)
- Ernest Moreau de Melen (FC Liégeois)
- Eugène Neefs (Sporting Club de Louvain)
- Gustave Pelgrims = também referido como -Georges Pelgrims?? (capitão) (Léopold Club de Bruxelles)
- Alphonse Renier (Racing Club de Bruxelles)
- Emile Spannoghe (Skill F.C. de Bruxelles)
- Eric Thornton (jogador inglês) (Léopold Club de Bruxelles)